# Ordo Rosarius Equilibrio
Ordo Rosarius Equilibrio ist eine Musikgruppe aus dem Bereich des Neofolk und Death Industrial.

## Geschichte
Gegründet wurde die Band 1993 als Ordo Equilibrio von den Schweden Tomas Pettersson von Archon Satani und Chelsea Krook. Nachdem Chelsea Krook durch Rose-Marie Larsen ersetzt wurde, erfolgte 1998 die Umbenennung in Ordo Rosarius Equilibrio.
Ordo Rosarius Equilibrio hatten Auftritte unter anderem auf dem Wave-Gotik-Treffen (1998, 2000, 2001, 2003, 2006, 2012, 2017), dem Maschinenfest 2007, dem M’era Luna Festival 2008 und dem Amphi Festival 2011, 2017.
Bei ihren Livekonzerten werden sie von zahlreichen Gastmusikern unterstützt.
Mit dem Album Songs 4 Hate & Devotion wechselten sie 2010 vom Label Cold Meat Industry zu Out of Line.

## Stil
Ordo Rosarius Equilibrio wird dem auch als Apocalyptic Folk bezeichneten Bereich des Neofolk und dem Death Industrial zugerechnet.
Thematisch und in der Darstellung haben Ordo Rosarius Equilibrio schwarzmagische und BDSM-Bezüge.
Als Bandlogo fungiert das wagenradförmige Symbol der Tarotkarte 4 der Stäbe aus Aleister Crowleys Thoth-Tarot.

## Diskografie

### Alben
als Ordo Equilibrio:
- 1995: Reaping the Fallen, the First Harvest
- 1997: The Triumph of Light.... and Thy Thirteen Shadows of Love
- 1998: Conquest, Love & Self Perseverance

als Ordo Rosarius Equilibrio:
- 2000: Make Love, and War; The Wedlock of Roses
- 2001: Make Love, and War; The Wedlock of Equilibrium
- 2001: Make Love, And War; The Wedlock of Roses, And Equilibrium
- 2003: C.C.C.P [Cocktails, Carnage, Crucifixion and Pornography]
- 2005: Satyriasis – Somewhere Between Equilibrium and Nihilism (Bandkooperation mit Spiritual Front)
- 2006: Apocalips
- 2009: O N A N I [Practice makes Perfect]
- 2010: Songs 4 Hate & Devotion [For All of You, Who Mean Nothing to Me]
- 2016: Vision: Libertine - The Hangman's Triad
- 2019: Let’s Play (Two Girls and a Goat)
- 2022: Nihilist Notes (And The Perpetual Quest 4 Meaning In Nothing)

### Singles und EPs
als Ordo Equilibrio:
- 1997: l4l (EP)

als Ordo Rosarius Equilibrio:
- 2007: FOUR (EP, 10" Picture Disc, Label: Raubbau)
- 2010: Do Angels Never Cry, And Heaven Never Fall? (Maxi-Single)
- 2013: 4Play (EP)
- 2022: La Fleur Du Mal (EP)